# 小野インターチェンジ (徳島県)
小野インターチェンジ（このうインターチェンジ）は、徳島県阿南市福井町にある阿南安芸自動車道上のインターチェンジである。
当ICを境に北側が福井道路、南側が日和佐道路となる計画で、現在は日和佐道路側のみ開通している。

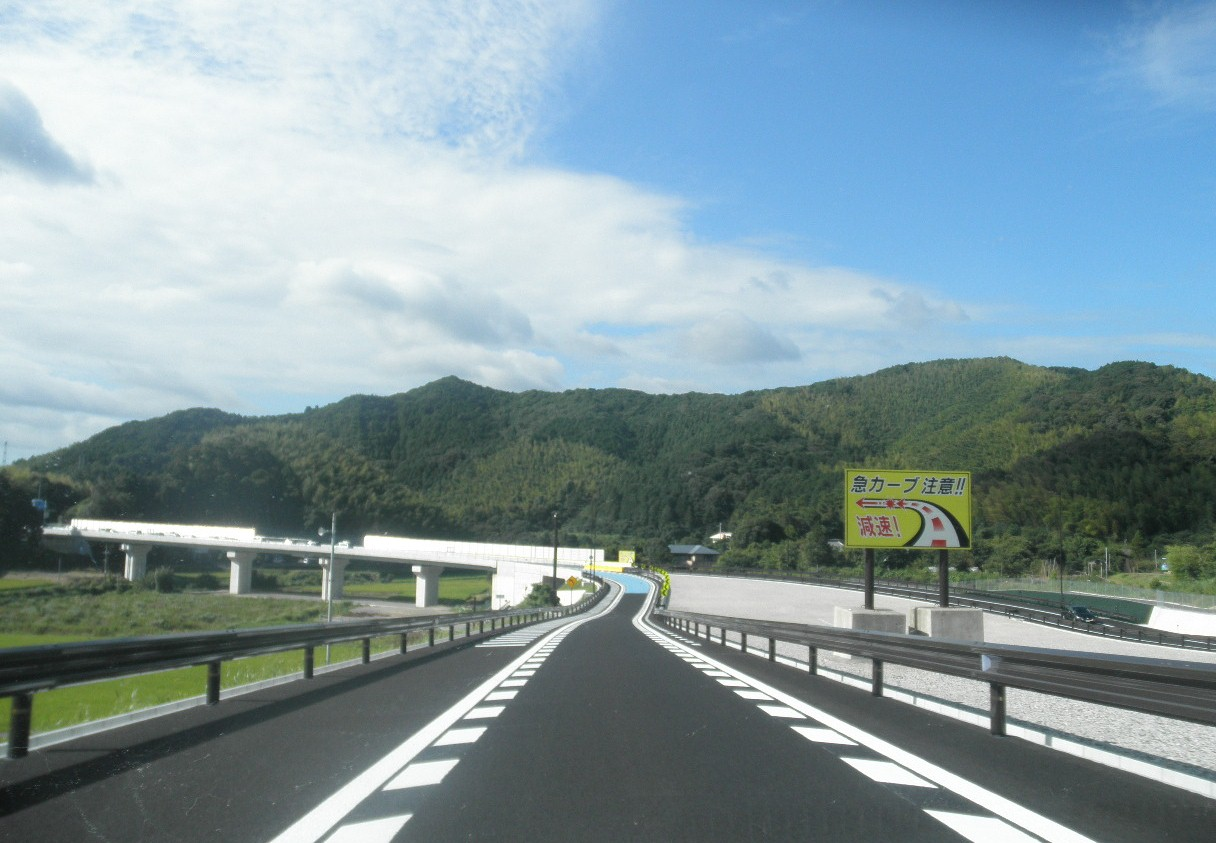
本線上から

## 歴史
- 2011年（平成23年）7月16日：小野IC - 由岐IC間開通に伴い、供用開始[2]。

## 周辺
- 福井ダム・福井ダム公園
- 弥谷観音堂
- JR牟岐線 海部トンネル

## 接続する道路

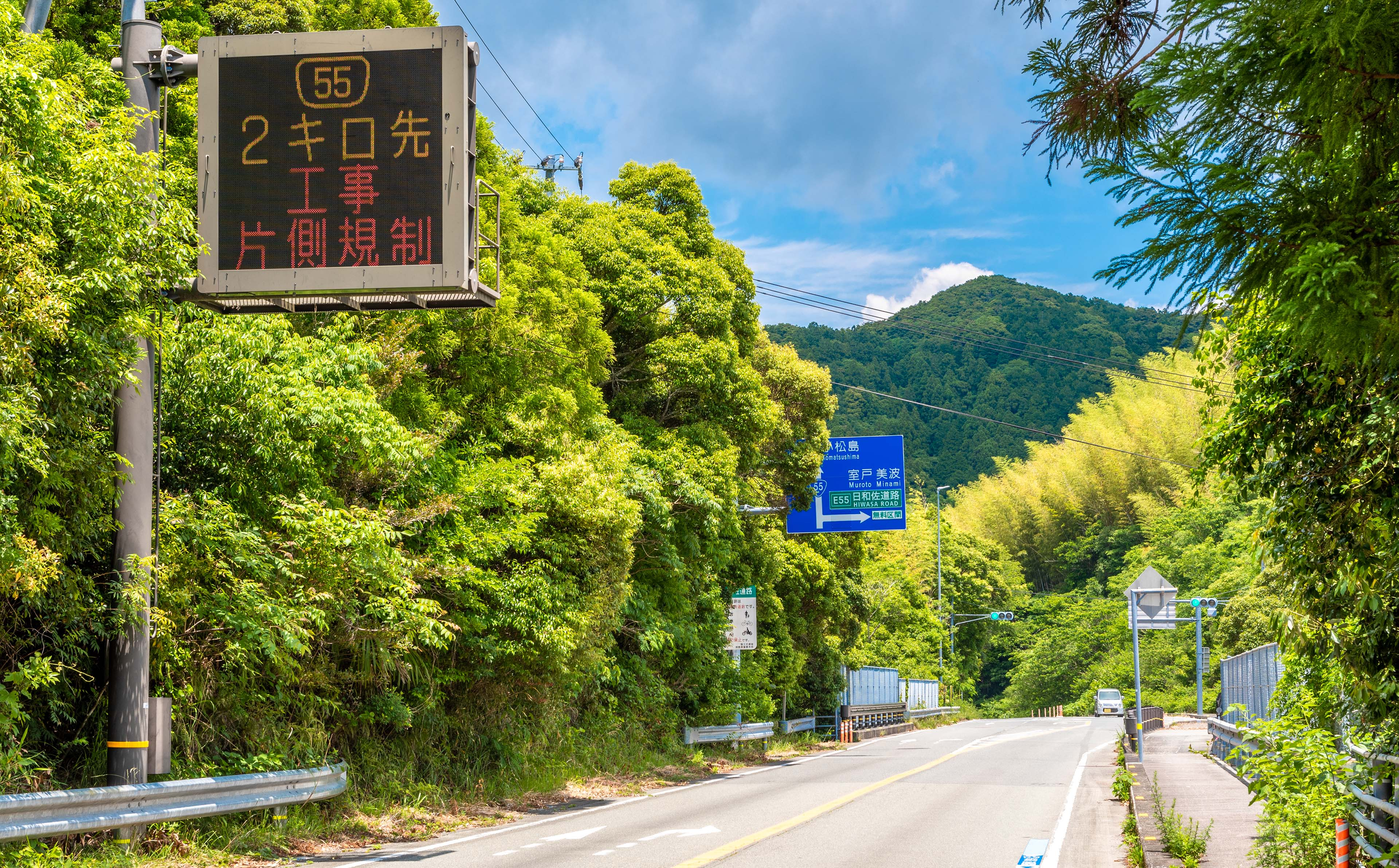
国道55号線から

- 直接接続
  - 国道55号

## 料金所
無料区間の為、料金所は設置されていない。

## 隣
E55 阿南安芸自動車道（福井道路・日和佐道路）
新野IC（予定） - 小野IC - 由岐IC